# Hans Behrendt
Hands Behrendt (Berlino, 28 settembre 1889 – Auschwitz, 1942) è stato uno sceneggiatore, attore e regista tedesco di origine ebraica, vittima dell'Olocausto.

## Filmografia parziale

### Regista
- Alt Heidelberg (1923)
- Neuland (1924)
- Ich hatt' einen Kameraden (1924)
- Prinz Louis Ferdinand (1927)
- Potsdam, das Schicksal einer Residenz (1927)
- Die Hose (1927)
- Sechs Mädchen suchen Nachtquartier (1928)
- Dyckerpotts Erben (1928)
- Die Räuberbande (1928)
- La figlia del reggimento (Die Regimentstochter) (1929)
- Die Schmugglerbraut von Mallorca (1929)
- Die Flucht vor der Liebe
- Der Bund der Drei (1929)
- Kohlhiesel's Daughters (1930)
- Danton (1931)
- Il fascino dello spazio (Gloria) (1931)
- Der Herr Bürovorsteher (1931)
- Grün ist die Heide (1932)
- Keinen Tag ohne Dich (1933)
- Hochzeit am Wolfgangsee (1933)
- Fräulein Lilli (1936)

### Sceneggiatore
- Katharina die Große, regia di Reinhold Schünzel (1920)
- Alt Heidelberg, regia di Hans Behrendt (1923)
- Fräulein Raffke, regia di Richard Eichberg (1923)
- Neuland, regia di Hans Behrendt (1924)
- Ein Sommernachtstraum, regia di Hans Neumann (1925)
- Athleten, regia di Frederic Zelnik (1925)
- Zapfenstreich, regia di Conrad Wiene (1925)
- Die Puppe vom Lunapark, regia di Jaap Speyer (1925)
- The Woman with That Certain Something, regia di Erich Schönfelder (1925)
- Frauen, die man oft nicht grüßt, regia di Frederic Zelnik (1925)
- Il mulino di San Souci, regia di Siegfried Philippi e Frederic Zelnik (1926)
- Der Veilchenfresser, regia di Frederic Zelnik (1926)
- Unser täglich Brot, regia di Constantin J. David (1926)
- My Friend the Chauffeur, regia di Erich Waschneck (1926)

### Attore
- A Day on Mars, regia di Heinz Schall (1921)
- Ein Sommernachtstraum, regia di Hans Neumann (1925)
- Der Veilchenfresser, regia di Frederic Zelnik (1926)